# Kurt Kaiser (Regisseur)
Kurt Kaiser (* 17. November 1912 in Prag; † 15. Juli 1988 in Wien) war ein österreichischer Theaterdirektor, Regisseur, Bühnenbildner und Autor. Er war Gründer der Bregenzer Festspiele und der Vorarlberger Landesbühne.

## Leben und Wirken
Geboren wurde er in der Österreichisch-ungarischen Monarchie, in Prag. Sein Vater Julius Kaiser war ein ökonomischer Verwalter des 1886/87 von dem Wiener Architektenbüro Fellner & Helmer erbauten Deutschen Landestheater Prag (Heute: Státní opera Praha). Die Mutter, eine Chorsängerin, war ebenfalls am Landestheater engagiert. Nach dem Ende des Ersten Weltkrieges und der Ausrufung der Tschechoslowakischen Republik verlor der Vater seine Anstellung. Die politischen Umstände boten ihm keine Chance, in Prag eine entsprechende Existenzgrundlage zu sichern. 
1923 übersiedelte die Familie nach Wien. Der Vater gründete im Café Landtmann neben dem Burgtheater eine Theatergruppe. Nach dem Abschluss der Mittelschule trat Kurt in die Elevenschule des Wiener Staatsopernballettes ein. 1941 bewarb sich Kurt Kaiser an der Reichshochschule für Musik und Darstellende Kunst in Wien, wo er 1943 die Reifeprüfung ablegte. Anschließend studierte er zwei  Semester als Externist an der Akademie der Bildenden Künste.
Seit 1929 war Kurt Kaiser Mitglied der Wiener Staatsoper und qualifizierte sich zum Solotänzer. Aufgrund eines Berufsunfalls konnte er seinen Beruf nicht mehr ausüben und wechselte ins Regiefach. Es folgten lehrreiche Jahre als Regieassistent und Abendregisseur an der Wiener Staatsoper unter Oscar Fritz Schuh und Lothar Müthel.
1943 wurde er zur Wehrmacht eingezogen, aber aufgrund seines Berufsunfalls freigestellt und in der Industrie kriegsdienstverpflichtet.
1945 gründete Kurt Kaiser in Bregenz die „Vorarlberger Landesbühne“ und übernahm als Intendant auch die ersten Inszenierungen.
1946 initiierte und gründete er die „Bregenzer Festspiele“, wurde deren Direktor bis 1947, und Kuratoriumsmitglied. Parallel zur Leitung der Festspiele war er auch als Regisseur und Bühnenbildner tätig.
1947 übernahm er die Landesbühne in Eigenregie unter dem Namen „Vorarlberger Landestheater“ und wurde dessen Direktor. 
1949 kehrte er mit seiner Familie nach Wien zurück und war bei der „Wien Film am Rosenhügel“ im Bereich der Architektur und Betriebsleitung tätig. Die Rosenhügel-Filmstudios standen bis 1955 unter sowjetischer Leitung (USIA). Nach Abschluss des Staatsvertrages und Abzug der Alliierten gingen die Filmstudios in den Besitz des Österreichischen Staates über. Eine Weiterführung der von den Sowjets strukturierten Wien-Film war nicht gewollt. Alle Mitarbeiter wurden fristlos entlassen. 
Kurt Kaiser entwickelte neue Projekte, entwarf Bühnenbilder, baute Modelle der Bühnen für die Aufführung von „Kain“ (Wildgans) im Mödlinger Steinbruch und für Sommerspiele im Schlosspark von Schönbrunn, unterhalb der Gloriette beim Brunnen „Die Nacht in Venedig“. Diese Projekte scheiterten jedoch. Weder die Schlossverwaltung noch die Landesregierung glaubte, dass diese Plätze für Theateraufführungen geeignet seien. Er schrieb einige Drehbücher und Theaterstücke und erhielt ein Engagement als Regisseur und Bühnenbildner am „Theater der Jugend“, wo ihn Hans Niederführ mit der Reorganisation des Theaters betraute.
1962 war die Gründung des Theaters „Der Feuervogel“. Subventionen und die Auflage eines Abonnements wurden nicht bewilligt. Daraufhin finanzierte Kurt Kaiser das Theater mit eigenen Mitteln und Krediten. Er war Eigentümer und Direktor, Regisseur und Bühnenbildner bis 1964. Ab 1964 war er in der Werbebranche tätig und schuf Dekorationen, Messekojen.
Kurt Kaiser war ab 1971 Mitglied der Freimaurerloge Zu den 3 Rosen.
Von 1977 bis 1988 wohnte Kurt Kaiser in Laxenburg bei Wien.

## Auszeichnungen
- 15. Oktober 1982: Großes Verdienstzeichen des Landes Vorarlberg.
- 20. Juli 1986: Ehrenmitgliedschaft und Ehrenring der Festspielgemeinde Bregenz.
- 21. August 1986: Goldenes Verdienstzeichen der Landeshauptstadt Bregenz.